# El Monte (Corvera)
El Monte es una casería que pertenece a la parroquia de Cancienes en el concejo de Corvera de Asturias (Principado de Asturias). Se encuentra a 203 m s. n. m. y está situada a 1,50 km de la capital del concejo, Nubledo. 

## Población
En 2020 contaba con una población de 2 habitantes (INE 2020) repartidos en 3 viviendas.